# たけうち亜美
たけうち 亜美（たけうち あみ）は、愛知県名古屋市出身のニューハーフグラビアアイドル、タレント、ゲーム実況者である。2015年2月よりワンエイトプロモーションに所属。本名：小野 雄治郎（おの ゆうじろう）。ゲーム実況者としての名義は「あみうさぎ」。
2020年4月4日にタレントのゆしんと鈴木ゆまと3人で 「オネエシスターズ」を結成。
3人姉弟妹の長男として誕生した。また、兄弟は他に上に姉1人と下に妹1人の両方が1人ずついる。また、姉と妹の両方2人は共に既婚者である。姉の夫(義兄)は日本人と妹の夫(義弟)はフィリピン人の両方がいる。
　　

## 略歴
- 2006年10月10日放送の『私が私であるために』（日本テレビ）のモデル役amiで出演。放送当時は、竹内亜美と苗字は漢字であったが、その後ひらがなのたけうちと改名。
- 2010年　Miss International Queenコンテストに出場。準ミスとミス・フォトジェニックを受賞。
- 2013年3月に名古屋から上京[2]。A-Lightと契約を結び全国区での活動を始めたが、2015年、ワンエイトプロモーションに移籍し現在に至る。
- 2015年、麻生りおか、美広まりなとユニット「カマちゃん倶楽部」を結成し、シングル「カマってちょ〜だい!!」をリリース[3]。

## 出演

### テレビ
- 私が私であるために（2006年10月10日、日本テレビ）
- ザ・ベストハウス123（2007年1月、フジテレビ）
- ジャンプ!○○中「ニューハーフ50人の生態調査」（2007年10月・11月、フジテレビ）
- デニーロ!「似顔絵マニア」（2008年11月14日、東海テレビ）
- ペット大集合!ポチたま（2008年12月12日、テレビ東京）
- ひみつのアラシちゃん!（TBS）
  - 「美人ニューハーフちゃんSP」（2009年2月25日）
  - 「なるほど・ザ・ニューハーフ」（2009年5月21日）
- 解禁!日本全国スゴイ女SP 〜いきすぎビューティー2〜（2009年3月23日、テレビ東京）
- 笑っていいとも!（フジテレビ）
  - 「男子ingクイーンコンテスト」（2009年5月12日）
  - 「男子ingクイーンコンテスト ☆グランドチャンピオン!!」（2009年7月14日）
- リンカーン（2011年9月6日、TBS）
- ロンドンハーツ「運動神経No.1は誰だ!?オネエがスポーツテスト」（2015年7月21日、テレビ朝日）
- 天才バカボン～家族の絆（2016年3月11日、日本テレビ）
- 24時間テレビ 愛は地球を救う39「有吉生反省会 これが私の生きる道で大丈夫!? 一斉取締りSP」（2016年8月28日、日本テレビ） - 「指原そっくり軍団」の一人として
- THIS IS QUEEN～これが私の選ぶ道～（2022年11月27日、TOKYO MX）

### ウェブテレビ
- 妄想中毒（2019年2月24日[4]、AbemaTV）

### 映画
- アイドル三國志BATTLE（2019年10月、オメガフィルム）- 国神真美 役[5] ※竹内亜美名義

### ファッションショー
- ビューティフェスティバル in オアシス 2006（2006年）
- なごや嬢PINDOMガールズコレクション（2009年5月24日）

### イメージビデオ
- Deep Love（2015年4月24日、グラッソ）

### 雑誌
- なごや嬢PiN☆DoM（2008年12月15日）
- 「月刊」シリーズ 月刊熱帯魚／ボクタチオンナノコ（2009年6月11日）
- BIVLE（2011年3月18日）